# Jörg Seel
Jörg Seel (Plettenberg, 24 de septiembre de 1969) es un piloto de motociclismo alemán. Corrió en el Campeonato del Mundo de Motociclismo desde 1986 hasta 1990.

## Biografía
De la mano de las motos que diseñaba su padre, el también piloto Horst Seel, Jörg debuta en el Mundial en 1986 en la categoría de 80cc, aunque solo disputa un Gran Premio ese año. En 1987 realiza su mejor temporada de su carrera al terminar en el sexto lugar de la clasificación general de 80cc. Ese año también correría el Campeonato Europeo de Motociclismo acabando en séptimo lugar. En 1988 y 1989 realizaría algunas actuaciones destacadas en 80cc, como los dos cuartos puestos de Gran Premio de Yugoslavia de 1988 y Gran Premio de Checoslovaquia de 1989. En 1990, solo realizará tres carreras en 125 cc en la que sería la última temporada de su carrera.
En los últimos años, Seel junto a su padre trabajan intensamente con escuelas de jóvenes pilotos.

## Resultados de carrera

### Campeonato del Mundo de Motociclismo

#### Carreras por año
Sistema de puntos desde 1969 a 1987:
| Posición | 1.º | 2.º | 3.º | 4.º | 5.º | 6.º | 7.º | 8.º | 9.º | 10.º |
| Puntos   | 15  | 12  | 10  | 8   | 6   | 5   | 4   | 3   | 2   | 1    |

Sistema de puntos desde 1988 a 1992:
| Posición | 1.º | 2.º | 3.º | 4.º | 5.º | 6.º | 7.º | 8.º | 9.º | 10.º | 11.º | 12.º | 13.º | 14.º | 15.º |
| Puntos   | 20  | 17  | 15  | 13  | 11  | 10  | 9   | 8   | 7   | 6    | 5    | 4    | 3    | 2    | 1    |

(Carreras en negrita indica pole position, carreras en cursiva indica vuelta rápida)
| Año  | Clase | Moto  | 1     | 2      | 3     | 4       | 5       | 6       | 7       | 8      | 9       | 10      | 11      | 12      | 13    | 14      | 15    | Pts. | Pos. |
| ---- | ----- | ----- | ----- | ------ | ----- | ------- | ------- | ------- | ------- | ------ | ------- | ------- | ------- | ------- | ----- | ------- | ----- | ---- | ---- |
| 1986 | 80cc  | Seel  | ESP - | NAC -  | ALE - | AUT -   | YUG -   | NED -   |         |        | GBR -   | SUE -   | RSM -   | BDW DNS |       |         |       | 0    | -    |
| 1987 | 80cc  | Seel  |       | ESP 15 | ALE 6 | NAC 5   | AUT Ret | YUG 7   | NED Ret |        | GBR 5   |         | CHE 5   | RSM 5   | POR 6 |         |       | 38   | 6.º  |
| 1988 | 80cc  | Seel  |       |        | ESP - | EXP -   | NAC 12  | ALE Ret |         | NED 6  |         | YUG 4   |         |         |       | CHE Ret |       | 27   | 12.º |
| 1988 | 125cc | Honda |       |        | ESP - | EXP -   | NAC DNQ | ALE DNQ | AUT 20  | NED 22 | BEL DNQ | YUG 20  | FRA DNQ | GBR Ret | SUE - | CHE Ret |       | 0    | -    |
| 1989 | 80cc  | Seel  |       |        |       | ESP 14  | NAC Ret | ALE 9   |         | YUG 6  | NED Ret |         |         |         |       | CHE 4   |       | 32   | 10.º |
| 1989 | 125cc | Seel  | JAP - | AUS -  |       | ESP DNQ | NAC -   | ALE DNQ | AUT -   | YUG -  | NED -   | BEL -   | FRA -   | GBR -   | SUE - | CHE DNQ |       | 0    | -    |
| 1990 | 125cc | Seel  | JAP - |        | ESP - | NAC -   | ALE DNQ | AUT -   | YUG -   | NED -  | BEL -   | FRA DNQ | GBR -   | SUE -   | CHE - | HUN -   | AUS - | 0    | -    |